# Favola (album)
Favola è il terzo album italiano di Paolo Meneguzzi. È inserito nell'album il brano Non capiva che l'amavo, presentato al Festival di Sanremo 2005.
L'album comprende, come ghost track, una vera e propria favola scritta da Paolo Meneguzzi e Rosario Di Bella, e recitata da Sergio Fiorentini.

## Tracce
la stessa traccia viene eseguita al festival di sanremo 2005 nella categoria "uomini" in coppia con luca dirisio.
1. Lui e lei – 2:55
2. Sara – 3:06
3. Non capiva che l'amavo – 3:25
4. Cuori di strada – 3:17
5. L'albero di natale – 3:26
6. Noi 2 – 3:10
7. Momenti soli – 3:35
8. Giochi – 2:56
9. Regalami un fiore – 3:35
10. I valori – 3:05
11. Da figlio a padre – 3:16
12. La favola di Settelune – 2:58

- La favola di Settelune (ghost track) - 8:00

## Formazione
- Paolo Meneguzzi – voce, cori
- Giorgio Secco – chitarra
- Luca Mattioni – programmazione
- Giuseppe Pini – chitarra
- Sandy Chambers, Laura Piccinelli – cori

## Classifiche
| Classifica                | Posizione massima |
| ------------------------- | ----------------- |
| Billboard European Albums | 68                |
| Italia                    | 5                 |
| Svizzera                  | 34                |